# Epiplema equinata
Epiplema equinata är en fjärilsart som beskrevs av Achille Guenée 1852. Epiplema equinata ingår i släktet Epiplema och familjen Uraniidae. Inga underarter finns listade i Catalogue of Life.